# Syllis pontica
Syllis pontica är en ringmaskart som först beskrevs av Voldemar Czerniavsky 1881.  Syllis pontica ingår i släktet Syllis och familjen Syllidae. Inga underarter finns listade i Catalogue of Life.